# Ludde Ingvall
Ludde Ingvall est un marin finlandais. Il est particulièrement connu pour avoir remporté la course Sydney-Hobart en 2000 et 2004,.
Il court la Whitbread 1989-1990 sous les couleurs de l'Union Bank fo Finland et termine à la 9e place. En 1997, il bat le record de la traversée de l'Atlantique Nord à la voile en monocoque en 11 jours, 13 heures et 22 minutes.